# Giuseppe Rapelli
(Giulio Andreotti in 30Giorni, giugno 1999)
Giuseppe Rapelli (Castelnuovo Don Bosco, 21 ottobre 1905 – Roma, 17 giugno 1977) è stato un politico italiano.

## Biografia
In seguito alla morte del padre si trasferisce con la madre a Torino, dove milita nelle file dell'Azione Cattolica e si impegna giovanissimo nel movimento sindacale cristiano diventando, alla fine del 1924, Segretario della locale Unione del Lavoro, organo della CIL la cattolica Confederazione italiana dei lavoratori.
Nel 1926 fa parte, con Grandi e Gronchi, del triumvirato che regge nell'ultimo periodo di vita la CIL, privata dal patto di palazzo Vidoni di ogni funzione sindacale a pro dei sindacati fascisti. Sempre nel 1926 dà vita alla rivista Il Lavoratore che si caratterizza per le aperture verso le forze laiche e di sinistra in funzione antifascista. Cessata, con la fine del 1926, ogni possibilità di azione politica e sindacale Rapelli si dedica per vivere a un'attività commerciale.

### Nella Resistenza
Nell'autunno 1942 partecipa alla prime riunioni clandestine di fondazione della Democrazia Cristiana e nei 45 giorni viene nominato commissario del Sindacati torinesi dell'industria.

Partecipa alla Resistenza come membro del Comitato sindacale del CLN piemontese e del triumvirato sindacale della DC Alta Italia. Nell'ottobre 1944 viene arrestato a Milano dalla polizia repubblichina. Sarà liberato a febbraio 1945 per scambio di ostaggi.

### Dopoguerra
Alla Liberazione, con l'unità sindacale diventa Segretario della Camera del Lavoro di Torino per la corrente cristiana. Nell'estate 1945 fonda le ACLI nel capoluogo piemontese, viene cooptato nel Consiglio Nazionale DC e, nel settembre, è nominato membro della Consulta Nazionale.

### Attività parlamentare
Eletto all'Assemblea Costituente il 2 giugno 1946, Rapelli fa parte della Commissione dei settantacinque, incaricata di preparare il progetto costituzionale. Nell'autunno dello stesso anno subentra ad Achille Grandi come Segretario Generale della CGIL per la corrente cristiana, posizione in cui rimarrà fino ad aprile 1947.
La sua idea di partito con una forte connotazione cristiano-sociale, favorevole al decentramento regionale e neutrale rispetto al Patto Atlantico, lo portò in contrasto anche con Alcide De Gasperi.

### Attività sindacale
Alla rottura dell'unità sindacale nell'estate 1948 assume una posizione contraria all'immediata creazione di un'organizzazione sindacale anticomunista concorrente della CGIL e, nel 1949 e poi ancora nel 1950, tenta di dar vita a una Costituente sindacale.
Nell'autunno 1950 abbandona la CISL e inizia una battaglia aperta per un sindacalismo cristiano e per l'emanazione di una legge sindacale in applicazione degli articoli 39 e 40 della Costituzione.
Nel 1952-1953 pubblica la rivista Lettere ai Lavoratori. Il 7 giugno 1953 viene rieletto alla Camera della quale, nell'autunno 1955, diventa Vice Presidente.

Nel 1958 appoggia la costituzione del Sindacato Italiano dell'Auto, di cui otterrà l'affiliazione alla Confederazione Internazionale dei Sindacati Cristiani. Viene rieletto alla Camera nelle elezioni politiche di quell'anno.
Nella battaglia per la rinascita del sindacalismo cristiano in Italia Rapelli si troverà però isolato, e la sopravvenuta cecità gli imporrà l'abbandono di ogni attività politica e sindacale.
Morì a Roma il 17 giugno 1977 ed è stato sepolto nel cimitero di Capriglio.
Tutta la sua biblioteca è stata donata al Centro Studi Piero Gobetti.